# Daniel Sahuleka
Daniel Sahuleka (Semarang, 6 dicembre 1950) è un cantautore indonesiano.

## Biografia
Ha iniziato la sua attività di musicista nel 1977 col singolo You Make My World So Colourful, avviando una prolifica carriera caratterizzata da fortunati album e numerosi singoli.
Nel 1983 ha inoltre collaborato con l'olandese Ad Visser per la canzone di successo Giddyap a gogo.

## Discografia

### Album
- 1976 - Sahuleka 1
- 1978 - Sahuleka 2
- 1981 - Sunbeam
- 1990 - The Loner
- 1993 - I Adore You
- 1995 - RahAsia
- 1998 - After the Jetlag
- 2003 - Colorfool
- 2006 - If I Didn't
- 2007 - Christmas Love
- 2008 - Eastern Journeys
- 2009 - reMAKE mySTYLE
- 2010 - Boek "Daniel and His Songs"
- 2015 - Dad's Request

### Singoli
- 1976 - You Make My World so Colorful
- 1976 - Marie Claire
- 1977 - Love to Love You
- 1977 - The Change
- 1978 - Long Distance Highway
- 1979 - Finally Home Again
- 1980 - Don't Sleep Away The Night
- 1981 - We'll Go Out Tonight
- 1981 - Wake Up
- 1982 - Ev'rybody Feel the Groove
- 1982 - Viva La Libertad
- 1983 - Giddyap a gogo (con Ad Visser)
- 1983 - Ev'ry Day It Should Be Christmas
- 1983 - Such Luck
- 1983 - Skankin'
- 1984 - Dance in the Street
- 1985 - Let Us All Be One
- 1990 - Imagine
- 1993 - I Adore You
- 1993 - You Make My World So Colourful live
- 1995 - Bulan Pakai Payung
- 1995 - Simphoni
- 1996 - Dust of Life
- 1998 - How Nice
- 1998 - How I Love